# Селище (Борское сельское поселение, близ деревни Мозолёво-1)
Селище — деревня в Борском сельском поселении Бокситогорского района Ленинградской области.

## История
СЕЛИЩЕ — усадьба Пареевского общества, прихода погоста Мозолева.

Крестьянских дворов — нет. Строений — 19, в том числе жилых — 4.

Число жителей по приходским сведениям 1879 г.: 19 м. п., 22 ж. п.

В конце XIX — начале XX века деревня административно относилась к Большегорской волости 3-го земского участка 1-го стана Тихвинского уезда Новгородской губернии.

СЕЛИЩЕ — усадьба Ф. Еф. Воложбинского, дворов — 1, жилых домов — 2, число жителей: 4 м. п., 5 ж. п.
 
Занятия жителей — земледелие. Река Ленинка. Смежно с погостом Мозолево. (1910 год)

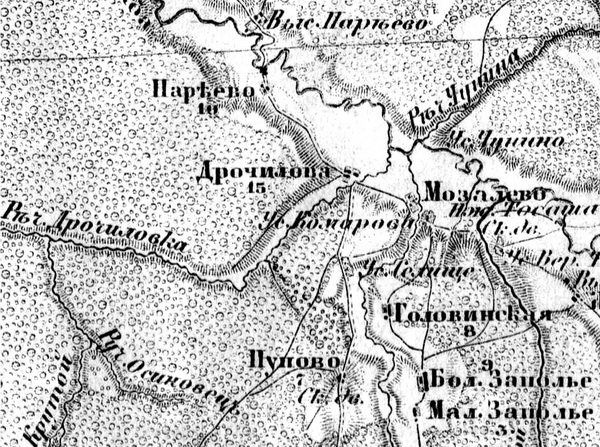
Деревня Селище на карте 1913 года

Согласно карте Новгородской губернии 1913 года, на месте современной деревни находилась Усадьба Селище.
По данным 1966, 1973 и 1990 годов деревня Селище входила в состав Мозолёвского сельсовета.
В 1997 году в деревне Селище Мозолёвской волости проживали 73 человека, в 2002 году — 78 человек (русские — 96 %).
В 2007 году в деревне Селище Борского СП проживал 81 человек, в 2010 году — 78.

## География
Деревня расположена в юго-западной части района к югу от автодороги 41К-034 (Пикалёво — Струги — Колбеки).
Расстояние до административного центра поселения — 23 км.
Деревня находится на левом берегу реки Лининка.

## Демография
| 1997 | 2002 | 2007 | 2010 | 2013 | 2014 | 2017 |
| ---- | ---- | ---- | ---- | ---- | ---- | ---- |
| 73   | ↗78  | ↗81  | ↘78  | ↗98  | ↘94  | ↗98  |

## Инфраструктура
На 2017 год в деревне было зарегистрировано 36 домохозяйств.